# Zapalenie skórno-mięśniowe
Zapalenie skórno-mięśniowe (łac. dermatomyositis, skrót: DM) – nabyta, idiopatyczna, przewlekła choroba zapalna z zajęciem mięśni i skóry.
Zapalenie skórno-mięśniowe charakteryzuje się występowaniem osłabienia mięśni o różnym stopniu nasilenia, początkowo głównie proksymalnych grup mięśniowych, następnie w miarę postępu choroby grup dystalnych. Typowymi objawami skórnymi zapalenia skórno-mięśniowego są rumienowate plamy koloru fiołkowego zwane objawem Gottrona i grudki Gottrona zlokalizowane w obrębie stawów międzypaliczkowych, rumień wokół powiek zwany rumieniem heliotropowym oraz zmiany rumieniowe okolicy twarzy, szyi i dekoltu. Charakterystycznymi objawami są również rumień okołopaznokciowy oraz pogrubienie i popękanie skóry dłoniowej oraz bocznej powierzchni palców rąk. W zapaleniu skórno-mięśniowym może rozwijać się choroba śródmiąższowa płuc oraz subkliniczne zmiany w sercu stwierdzane jedynie w badaniu elektrokardiograficznym. W diagnostyce ważną rolę pełni elektromiografia i badanie histopatologiczne wycinka mięśniowego. Choroba jest rozpoznawana na podstawie kryteriów diagnostycznych w oparciu o obraz kliniczny i badania pomocnicze. Podstawową metodą leczenia zapalenia skórno-mięśniowego jest immunosupresja, którą osiąga się za pomocą glikokortykosteroidów, a w razie ich nieskuteczności leków immunosupresyjnych II linii, przede wszystkim metotreksatu.
Istnieją etiopatogenetyczne powiązania pomiędzy zapaleniem skórno-mięśniowym i inną miopatią zapalną – zapaleniem wielomięśniowym.

## Epidemiologia
Zapalenie skórno-mięśniowe, mimo że jest najczęstszą idiopatyczną miopatią zapalną, jest stosunkowo rzadką chorobą. Faktyczna częstość występowania zapalenia skórno-mięśniowego nie jest znana, roczna zapadalność jest szacowana na 1,2–17 przypadków na 1 000 000, a chorobowość na 5–11 przypadków na 100 000. U dzieci zapalenie skórno-mięśniowe jest bardzo rzadkie, zapalność jest oceniana na 1–3,3 przypadków na 1 000 000. Względna częstość pomiędzy poszczególnymi idiopatycznymi zapalnymi miopatiami jest trudna do oceny. Badania oceniające korelację zapalenia skórno-mięśniowego i zapalenia wielomięśniowego sugerują nadrozpoznawalność zapalenia wielomięśniowego, które faktycznie okazuje się występować relatywnie rzadko. W badaniu na 165 chorych z idiopatyczną zapalną miopatią w początkowej fazie badania na podstawie kryteriów Bohana-Petera zapalenie wielomięśniowe rozpoznano u 76 chorych, jednak w długiej obserwacji z użyciem kryteriów histopatologicznych tylko u 4 chorych podtrzymano rozpoznanie zapalenia wielomięśniowego.
Choroba może wystąpić w każdym wieku, obserwuje się dwa szczyty zapadalności, pierwszy przypada na wiek nastoletni pomiędzy 10. a 15. rokiem życia, drugi, znacznie większy, przypada na okres pomiędzy 40. a 60. rokiem życia. Zapalenie skórno-mięśniowe niemal dwukrotnie częściej występuje u kobiet, jednak w postaci młodzieńczej choroba występuje z podobną częstością u obu płci. Postać związana z innymi kolagenozami dziewięciokrotnie częściej pojawia się u kobiet, a postać związana z nowotworami dwukrotnie częściej u mężczyzn. Obserwuje się wzrost zapadalności na zapalenie skórno-mięśniowe, co częściowo ma związek z ustaleniem kryteriów diagnostycznych choroby oraz pojawieniem się i upowszechnieniem nowych metod diagnostycznych.

## Objawy

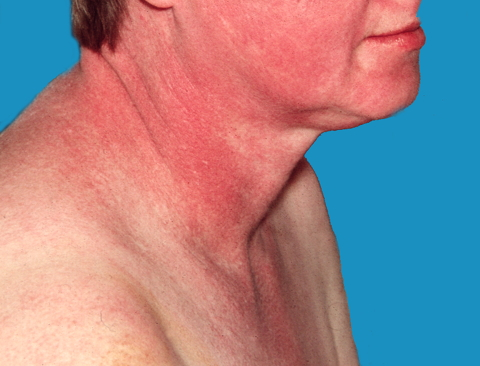
Widoczny rumień dekoltu w kształcie litery V oraz rumień karku i barków – objaw szala

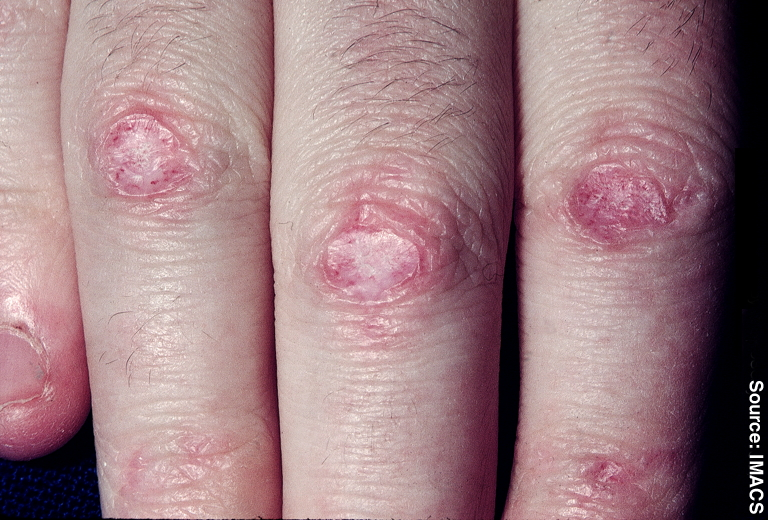
Grudki Gottrona

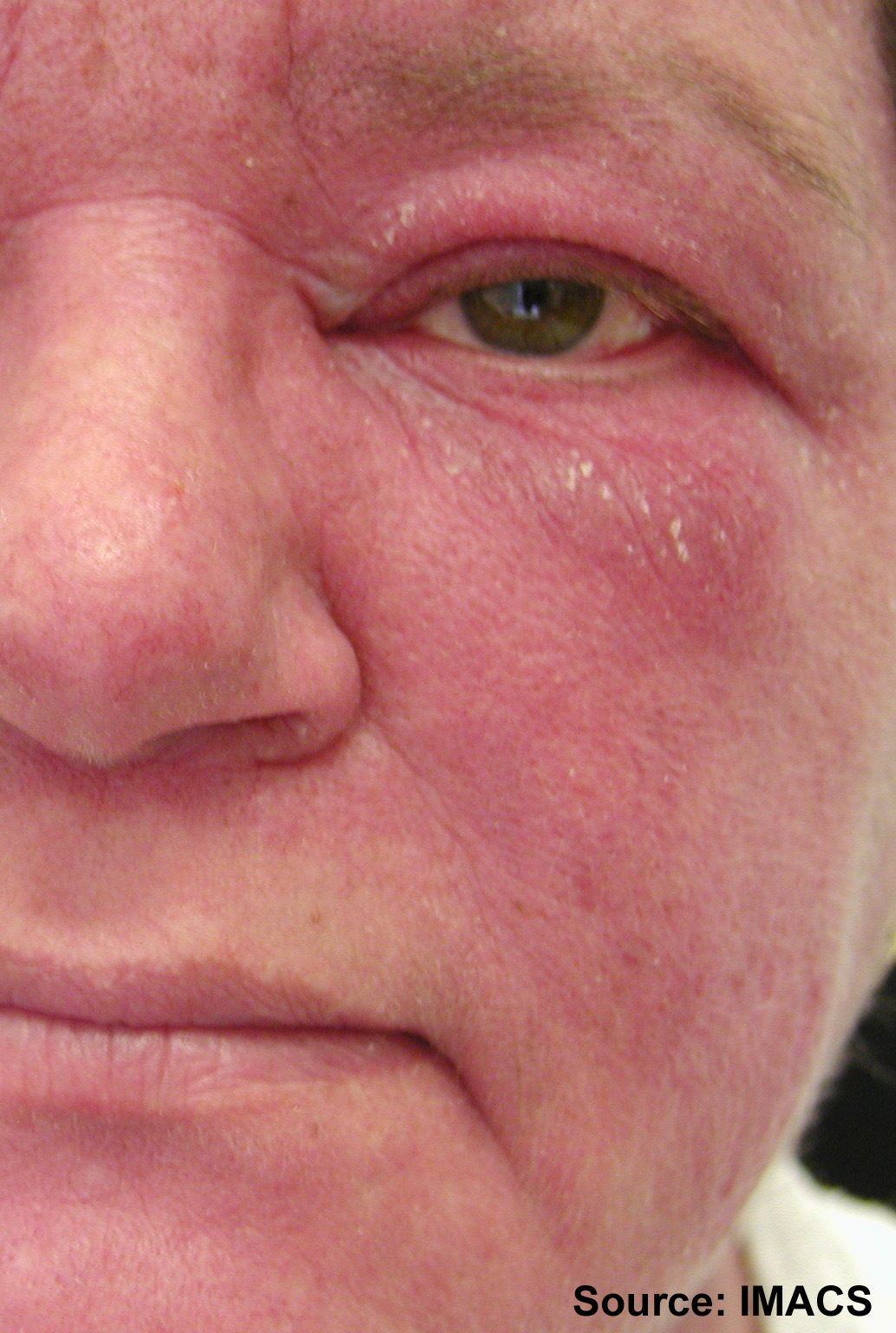
Rumień twarzy w zapaleniu skórno-mięśniowym

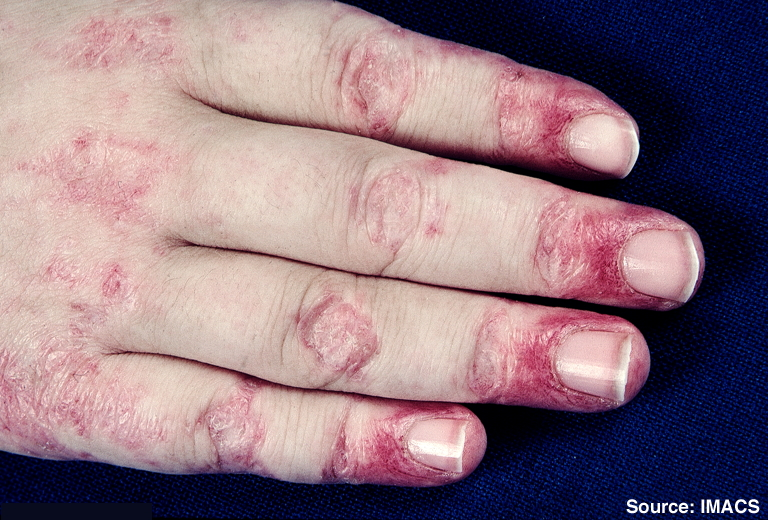
Grudki Gottrona oraz wtórna atrofia z teleangiektazjami u dziewczynki z postacią młodzieńczą zapalenia skórno-mięśniowego

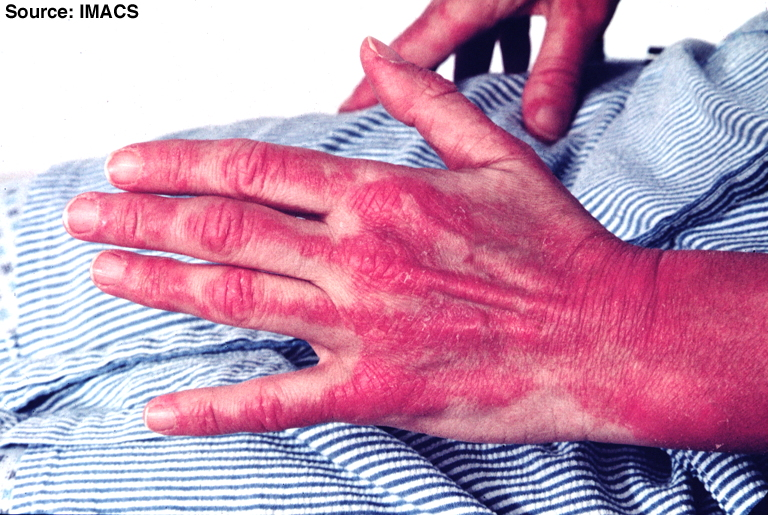
Zlewający się rumień w obrębie kończyny górnej

Zapalenie skórno-mięśniowe może cechować różna dynamika przebiegu choroby, której objawy mogą się stopniowo rozwijać od kilkunastu tygodni do kilkunastu miesięcy. W obrazie choroby występują objawy ogólne, cechy zapalenia mięśni, zmiany w obrębie skóry oraz zmiany narządowe, przede wszystkim w obrębie płuc.
Objawy ogólne
W zapaleniu skórno-mięśniowym mogą występować objawy ogólne takie jak: osłabienie, podwyższenie temperatury ciała oraz spadek masy ciała.
Zajęcie mięśni
W zapaleniu skórno-mięśniowym dochodzi do różnego stopnia osłabienia mięśni. Typowo objawy pojawiają się podstępnie przybierając niewielkie nasilenie i stopniowo przybierając na sile. Początkowo osłabienie dotyczy mięśni proksymalnej grupy mięśni kończyn, następnie pojawiają się objawy ze strony grupy dystalnej. Osłabienie przejawia się trudnościami we wchodzeniu po schodach, wstawaniu z pozycji siedzącej, podnoszeniem kończyn górnych ponad głowę, trudnościami z czesaniem się czy podnoszeniem przedmiotów. Z kolei osłabienie dystalnych grup mięśni przejawia się głównie trudnościami w chwytaniu i manipulowaniu przedmiotami. Przy zajęciu mięśni grzbietu może być zaznaczone opadanie głowy. W ciężkiej postaci może dojść do dysfagii, dysfonii i osłabienia przepony oraz mięśni oddechowych. U około 30% chorych pojawia się ból mięśni i ich tkliwość. Zajęcie mięśni jest względnie symetryczne, nie występują zaburzenia czucia, opadanie powiek i porażenie mięśni gałek ocznych. Nie stwierdza się zaburzeń odruchów ścięgnistych.
Zajęcie skóry
Zmiany skórne mogą wyprzedzać pojawienie się osłabienia mięśni, mogą pojawić się jednocześnie lub krótko po pojawieniu się osłabienia mięśni. Zajęcie skóry jest podstawowym objawem rozróżniającym zapalenie skórno-mięśniowe od zapalenia wielomięśniowego. Wykwity nasilają się po ekspozycji na promieniowanie ultrafioletowe, choć nie u wszystkich chorych manifestuje się to klinicznie.
U części chorych objawy skórne występują bez zajęcia mięśni (clinically amyopathic dermatomyositis, CADM), chorzy wówczas nie doświadczają osłabienia mięśni, w badaniach laboratoryjnych nie stwierdza się podwyższonej aktywności kinazy kreatynowej, ale mogą być obecne typowe nieprawidłowości w elektromiografii lub badaniu histopatologicznym bioptatu pobranego podczas biopsji. U 20% chorych bez zajęcia mięśni na początku choroby mimo wszystko w dalszym toku choroby rozwijają się objawy zajęcia i uszkodzenia mięśni.
Typowym objawem choroby dla zapalenia skórno-mięśniowego jest objaw Gottrona polegający na obecności rumieniowych plam koloru fiołkowego na powierzchni wyprostnej stawu łokciowego lub kolanowego. Wysypka może przekształcić się w sinawe grudki Gottrona pojawiające się po stronie prostowników w stawach śródręczno-paliczkowych, międzypaliczkowych bliższych i dalszych. Przy pełnym ukształtowaniu grudki są nieznacznie obniżone w centrum. Zmiany z czasem mogą ulec owrzodzeniu, przebarwieniu i mogą powstawać teleangiektazje, ponadto wykazują tendencję do ustępowania z pozostawieniem przebarwień, zmian atroficznych i blizn. Grudki i objaw Gottrona mogą czasem pojawiać się na powierzchni wyprostnej kolan. Objaw Gottrona albo grudki Gottrona występują u około 70% chorych. Zarówno grudki Gottrona, jak i objaw Gottrona są objawami patognomonicznymi dla zapalenia skórno-mięśniowego, pozostałe objawy skórne nie są swoiste dla choroby i mogą towarzyszyć innym schorzeniom.
W zapaleniu skórno-mięśniowym może pojawiać się fiołkowaty rumień wokół powiek, szczególnie górnych, jest nazywany rumieniem heliotropowym. Często związany z obrzękiem wokół oczu i teleangiektazjami. Przy szerokim zajęciu rumień heliotropowy zajmuje fałdy nosowo-policzkowe, czoło, okolicę ust, boczną część twarzy i małżowiny uszne.
Zmiany rumieniowe mogą występować również w innych lokalizacjach, zarówno tych eksponowanych na światło słoneczne, jak i tych nie będących narażonych na jego działanie, jednak erytrodermia jest bardzo rzadka. W obrębie twarzy bywa obecny rumień okolicy policzkowej, który przy szerokim zajęciu może obejmować również okolicę małżowin usznych. W obrębie szyi zlewne zmiany rumieniowe w kształcie litery V, a gdy zmiany dotyczą także górnej części okolicy pleców, ramion i szyi, rumień jest nazywany „objawem szala”. Zmiany rumieniowe mogą występować również na skalpie, dolnej części pleców oraz bocznej części ud (tzw. „objaw kabury”). Na grzbietowej części rąk bywają obserwowane zlewające się wykwity rumieniowe mogące również obejmować grzbietową część przedramienia, ramienia i okolicę mięśnia naramiennego. W obrębie dłoni, głównie na dłoniowej i bocznej powierzchni palców, skóra bywa pogrubiała, szorstka i popękana, z nieregularnymi poprzecznymi, „brudnymi” liniami. Ten objaw został nazwany „rękoma mechanika”. Wysoce charakterystycznym objawem jest rumień okołopaznokciowy spowodowany teleangiektazjami naczyń, objaw nie jest patognomiczny i występuje również w toczniu rumieniowatym układowym i twardzinie układowej.
Zapaleniu skórno-mięśniowemu towarzyszy poikilodermia polegająca na występowaniu zmian atroficznych skóry, przebarwień i teleangiektazji, tego typu zmiany występują głównie na wyprostnej części rąk, przedramion, górnej części pleców i karku. Nierzadko występuje objaw Raynauda polegający na napadowym skurczu tętnic dłoni i pojawieniu się bladości oraz ochłodzenia zajętych palców, następnie wystąpieniu zasinienia i ostatecznie przekrwienia. Czasem stwierdza się złogi wapnia (zwapnienia) w obrębie skóry, tkanki podskórnej, powięzi czy mięśni klinicznie przybierających postać twardych grudek lub guzków, takie zmiany mogą ulegać owrzodzeniu, najczęściej występują w postaci młodzieńczej zapalenia skórno-mięśniowego. Objaw pojawia się kilka lat po rozpoznaniu, często w miejscu narażonym na urazy. Rzadko występują cechy zlokalizowanego lub ogólnoustrojowego zapalenia naczyń pod postacią siności siatkowatej, nadżerek, owrzodzeń, pokrzywki lub erytrodermii złuszczającej. W przebiegu zapalenia skórno-mięśniowego możliwa jest obecność zapalenia tkanki podskórnej oraz łysienia w obrębie ogniska zapalnego.
Objawy dermatologiczne bywają obecne w obrębie błony śluzowej jamy ustnej, polegają one na występowaniu rumienia, krwawień, pęcherzyków, owrzodzeń, leukoplakii oraz teleangiektazji dziąseł.
W kapilaroskopii widoczne są wybitnie poszerzone i poskręcane naczynia z jednoczesną obecnością obszarów beznaczyniowych.
Zmiany w płucach
U 30–40% chorych na zapalenie skórno-mięśniowe rozpoznaje się chorobę śródmiąższową płuc, która stanowi istotne źródło chorobowości i śmiertelności u tych chorych. Klinicznie może przebiegać w sposób ostry z nagłym wystąpieniem objawów, w sposób przewlekły, powoli postępujący oraz bez objawów klinicznych z nieprawidłowym obrazem radiologicznym lub wynikiem badań czynnościowych płuc. Klinicznie choroba przebiega podobnie do innych chorób śródmiąższowych płuc. Głównymi objawami są suchy kaszel i narastająca duszność, choć może przebiegać bezobjawowo. W wyniku osłabienia mięśni oddechowych dochodzi do hipowentylacji i niewydolności oddechowej. W konsekwencji zaburzeń połykania może rozwinąć się zachłystowe zapalenie płuc.
Zmiany w sercu
W badaniu histopatologicznym opisuje się zmiany podobne jak w mięśniach szkieletowych, przy czym zajęcie serca zwykle jest subkliniczne. W EKG opisuje się zmiany, które najczęściej nie mają znaczenia klinicznego. Z drugiej strony opisywano przypadki zastoinowej niewydolności serca.
Zmiany w przewodzie pokarmowym
W zapaleniu skórno-mięśniowym mogą występować zaburzenia motoryki przełyku, żołądka i jelit. W obrazie choroby pojawiają się zaburzenia połykania (dysfagia i choroba refluksowa przełyku).
Zmiany w stawach
U części chorych występuje ból stawów lub zapalenie stawów, szczególnie dotyczy to stawów rąk.

## Etiologia
Etiologia zapalenia skórno-mięśniowego nie jest znana, w patogenezie choroby biorą udział czynniki genetyczne i środowiskowe.
Zapalenie skórno-mięśniowe jest chorobą autoimmunologiczną dotyczącą mięśni, skóry, a czasem również płuc i innych narządów wewnętrznych. W chorobie obserwuje się obecność autoprzeciwciał, zapalenie różnych tkanek, uszkodzenie komórek i ich śmierć.
Czynniki środowiskowe
Prawdopodobnie czynniki środowiskowe takie jak infekcje wirusowe czy leki mogą być związane z patogenezą choroby. Wiele infekcji wirusowych, bakteryjnych i pasożytniczych przebiega z obrazem histopatologicznym podobnym do zapalenia skórno-mięśniowego, jednak badania z PCR nie wykazały asocjacji pomiędzy występowaniem choroby a zakażeniami różnymi patogenami. Nie udało się wykazać związku mimikry wirusa Coxackie z syntetazą Jo-1 z patogenezą choroby. Oceniano związek pomiędzy retrowirusami, szczególnie HTLV i HIV, a zapaleniem skórno-mięśniowym.
Istnieje korelacja pomiędzy występowaniem zapalenia skórno-mięśniowego a ekspozycją na promieniowanie ultrafioletowe. Kilka leków może wywoływać zmiany w mięśniach przypominających zapalne miopatie.
Podatność genetyczna
Obserwuje się silny związek choroby z obecnością niektórych antygenów głównego układu zgodności typu II. U rasy kaukaskiej występuje silny związek z HLA DRB1*0301 i DQA1*0501. Szczególnie wyrażony jest on w zespole antysyntetazowym z obecnością przeciwciał anty-Jo-1. U rasy azjatyckiej najsilniejszym czynnikiem ryzyka jest antygen HLA B7.
Nieprawidłowa odpowiedź immunologiczna
W zapaleniu skórno-mięśniowym obserwuje się nieprawidłową odpowiedź immunologiczną skierowaną przeciw własnym antygenom. Nie jest jasne, czy odpowiedź limfocytów T i reakcję autoimmunologiczną napędzają antygeny endogenne, czy egzogenne. Reakcja autoimmunologiczna jest skierowana przede wszystkim przeciw antygenom śródbłonka naczyń włosowatych i endomysium. W uproszczeniu w zapaleniu skórno-mięśniowym dominuje odpowiedź humoralna, co odróżnia etiologię choroby od zapalenia wielomięśniowego, gdzie dominuje odpowiedź komórkowa. Powstające autoprzeciwciała aktywują składową dopełniacza C3 prowadząc do powstania kompleksu atakującego błonę. W efekcie dochodzi do obrzęku komórek, wakuolizacji, odczynu zapalnego wokół kapilar, obecności złogów kompleksów immunologicznych w świetle kapilar, martwicy okołokapilarnej, niedokrwienia i martwicy włókien mięśniowych. W konsekwencji tych zmian w obrazie mikroskopowym obserwuje się zmniejszenie liczby naczyń włosowatych z kompensacyjnym poszerzeniem światła pozostałych naczyń. Układowa angiopatia wywołuje zmiany naczyń w obrębie mięśni, skóry, tkanki łącznej oraz małych nerwów. Stymulowany cytokinami i chemokinami wzrost ekspresji VCAM-1 i ICAM-1 ułatwia migrację limfocytów do endomysium i perimysium, w powstałym nacieku zapalnym dominują limfocyty T CD4+ oraz zaktywowane limfocyty B.
W zapaleniu skórno-mięśniowym w komórkach mięśniowych są obecne cząsteczki MHC klasy I, a rzadziej MHC klasy II, które w warunkach fizjologicznych nie są na nich obecne. Do ekspresji na powierzchni komórek mięśniowych MHC klasy I i II może dochodzić w wyniku stymulacji cytokinami prozapalnymi. Rola ekspresji cząstek MHC klasy I na powierzchni miocytów w patogenezie choroby nie jest jasna. MHC klasy I poprzez TCR w obecności kostymulatorów (CD80, CD86) prezentują antygen limfocytom CD8+, które mogą wykazać cytotoksyczność. Jednak na powierzchni komórek mięśniowych nie wykryto takich kostymulatorów, ale zawierają one BB-1 zdolną do interakcji pomiędzy MHC klasy I a CD28 limfocytu Tc. Sama nadekspresja MHC może wywołać stres retikulum endoplazmatycznego, co ostatecznie może prowadzić do uszkodzenia lub apoptozy komórki. Stymulowane cytokinami prozapalnymi komórki mięśniowe same mogą wydzielać cytokiny, co ułatwia migrację aktywnych limfocytów T do mięśni i wiąże się z podtrzymywaniem całego procesu.
Przeciwciała
W zapaleniu skórno-mięśniowym wykrywa się przeciwciała skierowane przeciw rybonukleoproteinom związanym z syntezą białek – anty-syntetazy – oraz przeciw cząstkom rozpoznającym sygnał. Ich rola w patogenezie zapalenia skórno-mięśniowego nie jest całkowicie poznana, pełnią one funkcję w podtrzymywaniu procesu zapalnego oraz niektóre z nich wykazują związek z określonym zespołem objawów. Przeciwciała przeciwko syntetazom aminoacylo-tRNA, zwane przeciwciałami antysyntetazowymi, są związane z zespołem antysyntetazowym, w którym stwierdza się zapalenie mięśni, chorobę śródmiąższową płuc, objaw Raynauda, zapalenie stawów, „ręce mechanika” i gorączkę. Przeciwciała anty-SRP (przeciwciała przeciwko cząsteczce rozpoznającej sygnał) mogą wiązać się z zapaleniem wielomięśniowym o ciężkim przebiegu ze znacznym ich osłabieniem i bólem mięśniowym, często z występującym zapaleniem mięśnia sercowego. Przeciwciała anty-Mi-2 (przeciwciała przeciw helikazie) wiążą się z zapaleniem skórno-mięśniowym o dużej wrażliwości na promieniowanie ultrafioletowe.

## Zapalenie skórno-mięśniowe jako zespół paraneoplastyczny
Zapalenie skórno-mięśniowe i zapalenie wielomięśniowe w części przypadków są związane z występującym nowotworem złośliwym jako zespół paraneoplastyczny. Zwiększone ryzyko nowotworu złośliwego dotyczy głównie osób po 45–50. roku życia. W literaturze przyjmuje się, że nowotwór złośliwy towarzyszy 10–30% przypadków zapalenia skórno-mięśniowego. W analizie wyników kilkunastu badań odsetek występowania nowotworu złośliwego w zapaleniu skórno-mięśniowym wynosił 20,4%, choć u mężczyzn był większy i wynosił 24,3%. Standaryzowany współczynnik zapadalności na nowotwór złośliwy w grupie chorych na zapalenie skórno-mięśniowe wynosi 4,79.
W zapaleniu skórno-mięśniowym obserwuje się zwiększone ryzyko raka jajnika, raka płuca, raka żołądka, raka trzustki, raka jelita grubego, chłoniaka Hodgkina i raka nosogardła. Rak nosogardła dotyczy przede wszystkim populacji azjatyckich i północnoafrykańskich. Z kolei w zapaleniu wielomięśniowym stwierdzono podwyższone ryzyko raka płuc, chłoniaka Hodgkina, raka pęcherza moczowego, a nie stwierdzono zwiększonego ryzyka raka jajnika, żołądka, trzustki i jelita grubego.
Nowotwór złośliwy może być stwierdzony w momencie lub przed rozpoznaniem zapalenia skórno-mięśniowego, ale u znacznej części zapalenie skórno-mięśniowe wyprzedza proces rozrostowy, który jest stwierdzany w późniejszym okresie. Większość przypadków nowotworów złośliwych w paraneoplastycznym zapaleniu skórno-mięśniowym jest rozpoznawana w pierwszych dwóch latach choroby. Największe ryzyko rozpoznania nowotworu złośliwego występuje w pierwszym roku od rozpoznania zapalenia skórno-mięśniowego, następnie ryzyko zmniejsza się w miarę upływu czasu.
W paraneoplastycznym zapaleniu skórno-mięśniowym w porównaniu do klasycznej choroby częściej występuje martwica skóry (35% w porównaniu do 5%), dysfagia i osłabienie siły mięśniowej, z kolei rzadziej występuje gorączka, objaw Raynauda i śródmiąższowa choroba płuc.
Zaleca się wykonanie badań przesiewowych w kierunku występujących z zapaleniem nowotworów, których zakres jest dostosowany do płci, wieku i charakterystyki populacji. Konieczność poszerzenia diagnostyki ponad standardowy zakres badań przesiewowych pozostaje kwestią sporną. Prawdopodobnie u chorych z cechami zwiększonego ryzyka nowotworu złośliwego (szybki początek osłabienia mięśni, wysokie OB >48 mm/h, wysoka aktywność kinazy kreatynowej >2840 UI) korzystne jest poszerzenie zakresu badań o tomografię komputerową klatki piersiowej, brzucha i miednicy. Część autorów wskazuje na przydatność wykorzystania markerów nowotworowych, takich jak: CA 19-9 i CA 125.

## Rozpoznanie
Choroba jest rozpoznawana na podstawie kryteriów diagnostycznych, gdy spełnione są kryteria dla rozpoznania pewnego lub prawdopodobnego.
Elektromiografia (EMG)

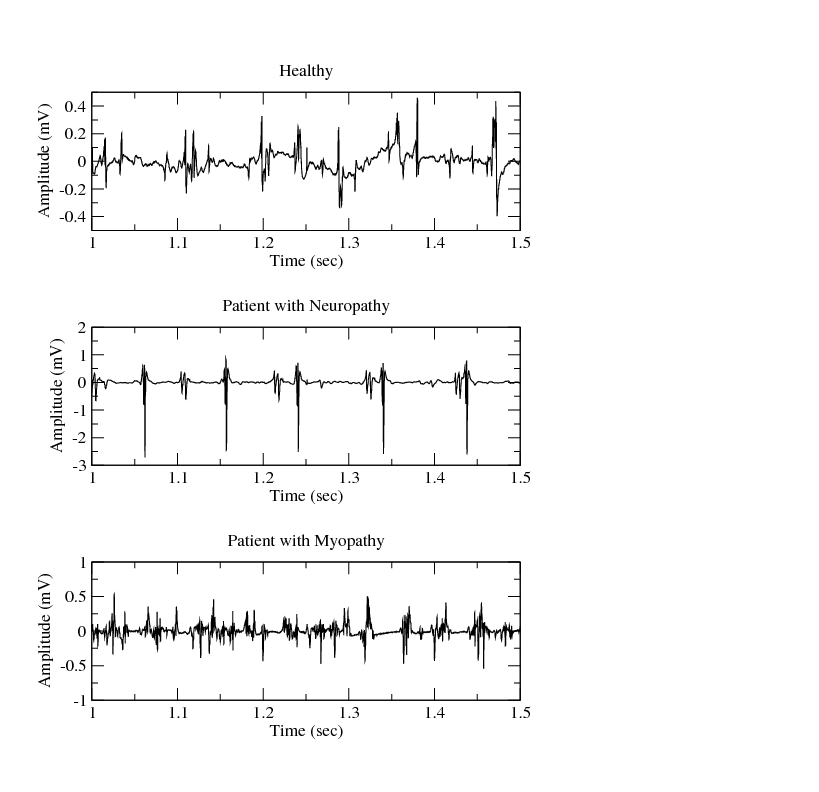
Elektromiografia, na górze zapis prawidłowy, dolny typowy dla miopatii

Elektromiografia pozwala wykazać cechy pierwotnego uszkodzenia mięśni. Badanie musi obejmować proksymalne i dystalne części kończyn. Zmiany w EMG stwierdza się u 70–90% chorych, przy czym są to cechy nieswoiste dla choroby. W spoczynku stwierdza się potencjały fibrylatacyjne, przy małym skurczu potencjały motoryczne o małej amplitudzie i skróconym czasem trwania oraz zwiększonym odsetku jednostek polifazowych, przy dużym skurczu cechy patologicznej interferencji. W późnym etapie choroby aktywność potencjałów fibrylatacyjnych maleje z powodu zwłóknienia mięśni. EMG może być przydatne w wyborze mięśnia aktywnie zajętego procesem zapalnym do wykonania biopsji i przeprowadzenia oceny histopatologicznej.
Badania laboratoryjne
W chorobie obserwuje się wzrost aktywności czy stężenia markerów uszkodzenia mięśni będących enzymami mięśniowymi uwolnionymi z uszkodzonych komórek. Obserwuje się podwyższenie aktywności kinazy kreatynowej (CK), aldolazy, dehydrogenazy mleczanowej (LDH), aminotransferazy alaninowej (ALT) i aminotransferazy asparaginianowej (AST). Największe znaczenie praktyczne ma oznaczanie aktywności CK, która jest podwyższona u większości chorych, choć może pozostawać w zakresie wartości referencyjnych. Aktywność kinazy kreatynowej może być pomocna w ocenie aktywności choroby u chorego. Ponadto w fazie aktywnego zapalenia mogą być stwierdzane laboratoryjne wykładniki procesu zapalnego, przede wszystkim obserwuje się przyspieszenie OB oraz podwyższanie stężenia białka C-reaktynego (CRP). Prawidłowa aktywność enzymów mięśniowych nie stanowi przesłanki do wykluczenia choroby.
Przeciwciała
Rola przeciwciał w patogenezie choroby nie jest jasna, ale znajdują one zastosowanie w diagnostyce. Przeciwciała towarzyszą około 60–80% przypadków zapalenia skórno-mięśniowego. Dzieli się je na przeciwciała skojarzone z zapaleniami mięśni (myositis-specific autoantibodies, MSA) i towarzyszące zapaleniom mięśni (myositis-associated autoantibodies, MAAs).
Do przeciwciał skojarzonych z zapaleniem mięśni zalicza się przeciwciała przeciwko syntetazom aminoacylo-tRNA (najczęściej anty-Jo-1, rzadziej anty-PL-7, anty-PL-12, anty-EJ, anty-OJ, anty-KS, anty-Ha, anty-Zo), anty-SRP i anty-Mi-2. Są to przeciwciała, których obecność stwierdza się głównie w zapaleniu skórno-mięśniowym, przy czym nie są to przeciwciała całkowicie swoiste dla tej choroby i mogą towarzyszyć innym chorobom tkanki łącznej. Do przeciwciał towarzyszących zapaleniom mięśni zalicza się anty-La (SSB), anty-Ro (SSA) anty-U1-RNP, anty-U2RNP, anty-Ku, anty-Sm i anty-PM/scl.
Badanie histopatologiczne

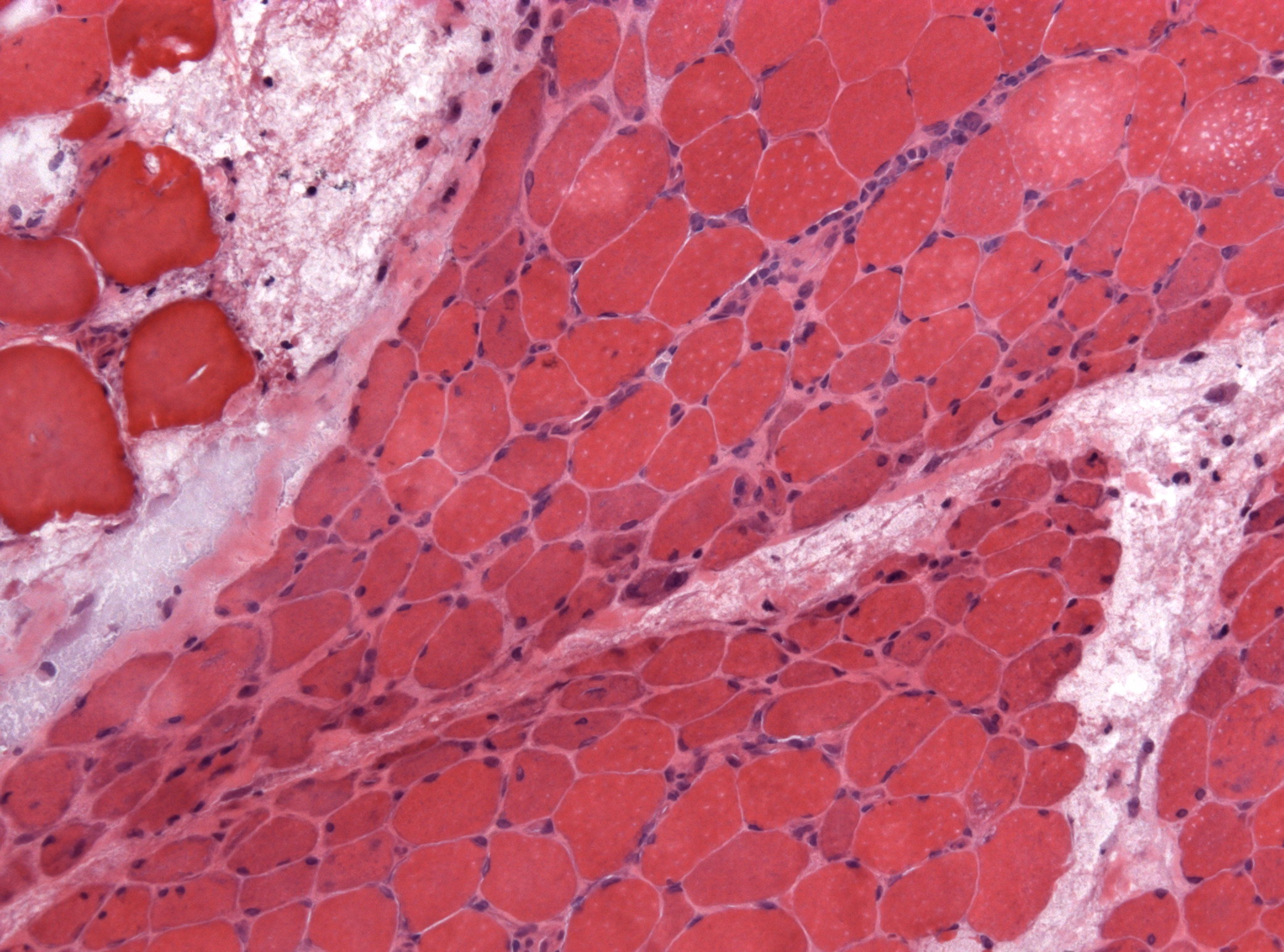
Obraz histopatologiczny zapalenia skórno-mięśniowego

W diagnostyce zapalenia skórno-mięśniowego wykorzystuje się badanie histopatologiczne wycinka mięśniowego. W obrazie morfologicznym widoczne są nacieki limfocytów T CD4+, zaktywowanych limfocytów B i makrofagów wokół drobnych naczyń oraz w tkance łącznej omięsnej (perimysium). Limfocyty rzadko wnikają w obręb pęczków mięśniowych. We wczesnym etapie procesu zapalnego stwierdza się złogi kompleksów immunologicznych w obrębie lub obok śródmięsnej (endomysium). Obserwuje się zanik kilku warstw włókien położonych na obwodowej części pęczków mięśniowych. W wyniku przerostu śródbłonka dochodzi do zakrzepów w świetle naczynia i jego zamknięcia. Widoczne są cechy mikrozawałów, martwicy i zmian degeneracyjnych oraz regeneracji włókien.
W zmianach skórnych stwierdza się okołonaczyniowy naciek zapalny z obecnością limfocytów T CD4+, w zmianach przewlekłych występują poszerzone powierzchniowe kapilary.
Badania obrazowe

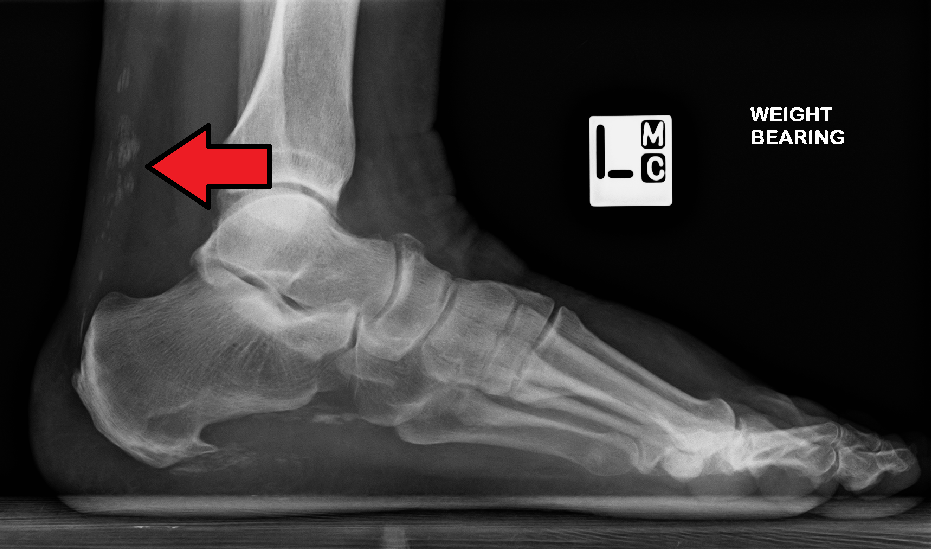
Obraz RTG ukazujący niecharakterystyczne zwapnienia w przebiegu zapalenia skórno-mięśniowego

Rezonans magnetyczny pozwala uwidocznić obszary wzmożonego sygnału w obrazach T1-zależnych i T2-zależnych odpowiadające zapaleniu. Obrazy T1-zależne są bardziej przydatne do oceny cech przewlekłego zapalenia oraz zmian degeneracyjnych tkanki mięśniowej, podczas gdy obrazy T2-zależne są szczególnie użyteczne do rozpoznawania aktywnego zapalenia. Badanie jest wykorzystywane do wyboru optymalnego miejsca wykonania biopsji oraz monitorowania odpowiedzi na leczenie. Obraz radiologiczny zapalenia skórno-mięśniowego nie jest patognomiczny dla tej choroby.
W RTG mogą być widoczne liczne zwapnienia oraz cechy osteoporozy.
Ultrasonografia, szczególnie ultrasonografia dopplerowska, może być wykorzystywana do odróżniania prawidłowych mięśni od tych zmienionych patologicznie.
W tomografii komputerowej klatki piersiowej mogą być opisywane zmiany śródmiąższowe. Widoczne są guzki, linijne zacienienia, zwłóknienia z lub bez obrazu plastra miodu oraz rozstrzenie oskrzeli z pociągania.
Badania czynnościowe płuc
W badaniu zdolności dyfuzji gazów w płucach (DLCO) stwierdza się zmniejszenie zdolności dyfuzji gazów. W pletyzmografii stwierdza się zmniejszenie całkowitej pojemności płuc (TLC), a w spirometrii zmniejszenie natężonej pojemności życiowej (FVC).

### Różnicowanie
Zapalenie skórno-mięśniowe należy różnicować m.in. z innymi idiopatycznymi chorobami mięśni, zapaleniem mięśni w zespole nakładania, wtrętowym zapaleniem mięśni, zapaleniem mięśni z eozynofilią, ogniskowym zapaleniem mięśni i chorobami, które wtórnie doprowadzają do osłabienia i uszkodzenia mięśni.
Na zapalenie skórno-mięśniowe chorują częściej kobiety niż mężczyźni i zarówno dzieci, jak i osoby dorosłe, co różni tę chorobę od innych idiopatycznych miopatii zapalnych. Na przykład zapalenie wielomięśniowe jest rzadko występującą chorobą na którą chorują głównie osoby dorosłe i częściej mężczyźni niż kobiety. Wtrętowe zapalenie mięśni 3-krotnie częściej występuje u mężczyzn niż kobiet, częściej u rasy białej niż czarnej i zwykle u osób powyżej 50. roku życia

## Kryteria rozpoznania
| Cechy                                                                                       |         |
| Symetryczne, narastające osłabienie mięśni obręczy barkowej i obręczy biodrowej             |         |
| Typowy obraz histopatologiczny zapalenia mięśni                                             |         |
| Zwiększona aktywność kinazy kreatynowej lub aldolazy                                        |         |
| Cechy pierwotnego uszkodzenia mięśni w EMG                                                  |         |
| Typowe objawy skórne: objaw Gottrona, rumień heliotropowy powiek, rumień dekoltu lub ramion |         |
| Rozpoznanie:                                                                                |         |
| Pewne                                                                                       | 3 lub 4 |
| Prawdopodobne                                                                               | 2       |
| Możliwe                                                                                     | 1       |
| w tym typowe zmiany skórne                                                                  |         |

## Leczenie
Leczenie jest wyłącznie objawowe. Podstawowymi metodami leczenia zapalenia skórno-mięśniowego są immunosupresja oraz rehabilitacja. Podczas planowania leczenia istotny jest szacowany czas leczenia, dotychczasowy przebieg choroby, długość jej trwania oraz działania niepożądane stosowanych leków.
Glikokortykosteroidy

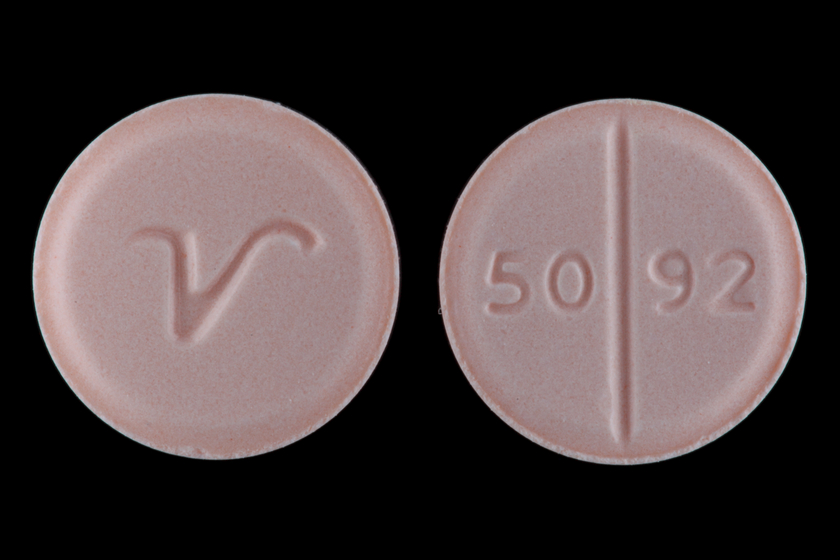
Tabletka prednizonu

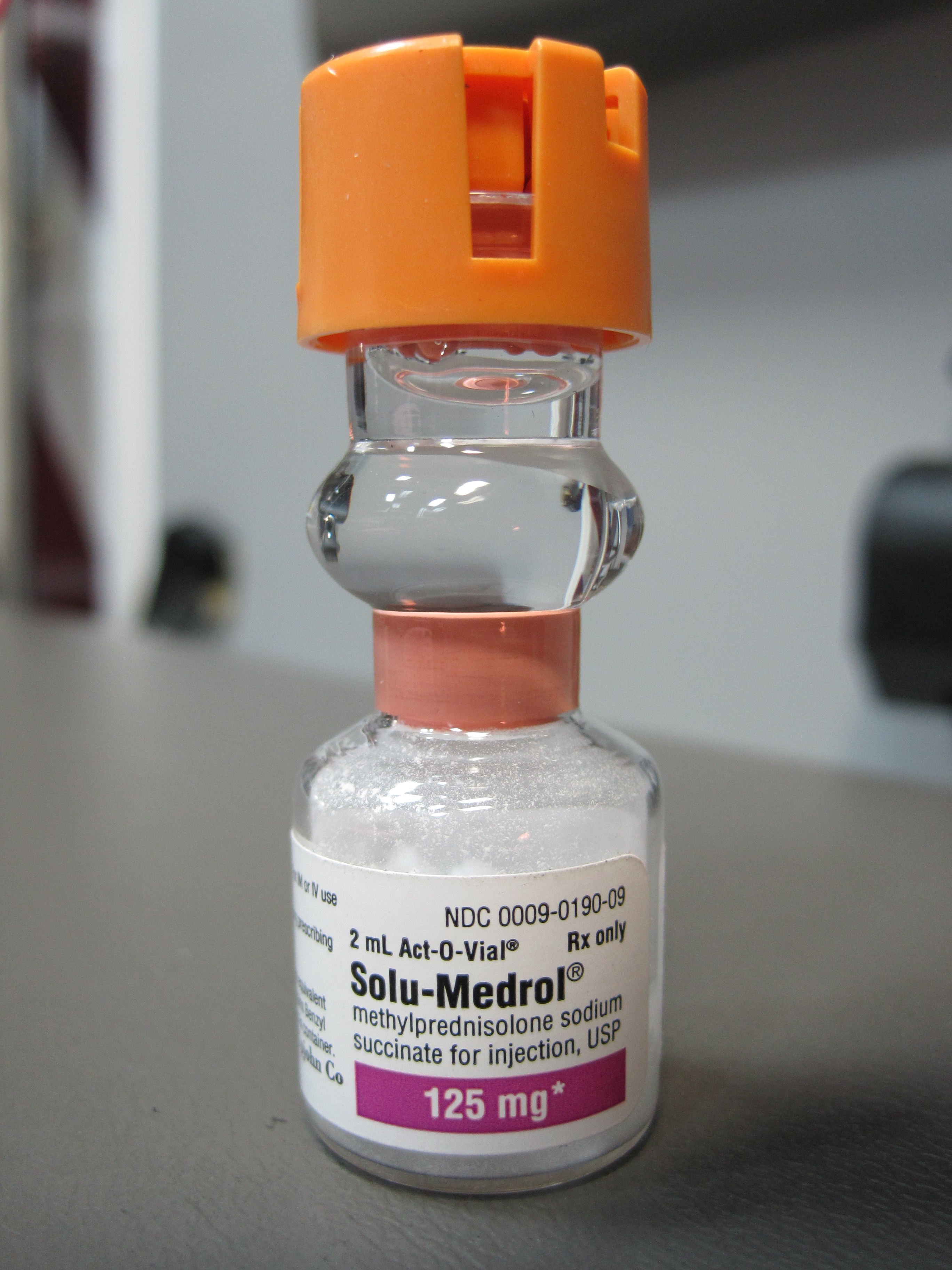
Metyloprednizolon

Glikokortykosteroidy w wysokich dawkach są lekami pierwszego rzutu w leczeniu zapalenia skórno-mięśniowego i pozwalają uzyskać odpowiedź u większości chorych. Początkowo podaje się prednizon w dawce około 1 mg/kg. U chorych z ostrym lub cięższym przebiegiem stosuje się dożylnie metyloprednizolon w dawce 0,5–1,0 g przez kolejne 3 dni. Po 4–8 tygodniach leczenia i stwierdzeniu klinicznej poprawy z zaobserwowaniem wzrostu siły mięśniowej oraz uzyskaniem normalizacji stężenia markerów uszkodzenia mięśni dawkę leków stopniowo zmniejsza się do najmniejszej skutecznej dawki podtrzymującej. Dawka podtrzymująca jest ustalana indywidualnie, zwykle wynosi 5–10 mg prednizonu. Leczenie podtrzymujące utrzymuje się przynajmniej kilkanaście miesięcy, a czasem całe życie.
Leki immunosupresyjne drugiej linii
Większość chorych reaguje na leczenie glikokortykosteroidami, jednak u części z nich obserwuje się oporność na leczenie (sterydooporność) i konieczne jest dodanie leku immunosupresyjnego. Nie ma powszechnie przyjętej definicji choroby opornej, najczęściej przyjmuje się, że jest to niemożliwość uzyskania remisji choroby po przynajmniej 3 miesiącach właściwej kortykoterapii.
Leki drugiego rzutu stosuje się u chorych nie odpowiadających na leczenie glikokortykosteroidami oraz u chorych odpowiadających na leczenie wysoką dawką glikokortykosteroidu celem zmniejszenia jego dawki i uniknięcia nadmiernej toksyczności. Decyzja o rozpoczęciu leczenia lekami immunosupresyjnymi jest podejmowana indywidualnie przy uwzględnieniu konieczności przyjmowania dużych dawek glikokortykosteroidów, niemożności obniżenia dawki leku lub nawrotu choroby, nieskuteczności leczenia przez okres 2–3 miesięcy i szybko postępującego osłabienia mięśni. Obecność zmian narządowych, w tym śródmiąższowej choroby płuc, jest przesłanką do włączenia leczenia drugiej linii. W przypadku obecności chorób współistniejących, których przebieg jest pogarszany przez podaż dużych dawek glikokortykosteroidów, leczenie można zacząć od podaży glikokortykosteroidów wraz z lekiem drugiego rzutu, co umożliwia szybszą redukcję dawki glikokortykosteroidów. Część autorów sugeruje wczesne dodawanie leków immunosupresyjnych drugiego rzutu w leczeniu zapalenia skórno-mięśniowego.
Nie ma wystarczających badań klinicznych, aby określić skuteczność leków immunosupresyjnych II rzutu. Wybór leków pozostaje empiryczny. W drugiej linii leczenia do kortykosteroidów najczęściej dodaje się metotreksat lub aziatroprynę. Czasem wykorzystuje się cyklosporynę, mykofenolan mofetylu, immunoglobulinę ludzką (IVIG), cyklofosfamid i rytuksymab. Leki immunosupresyjne drugiego rzutu zwykle osiągają skuteczność po 4–8 miesiącach. W pierwszym rzucie leczenia zwykle stosuje się metotreksat, w przypadku choroby nawrotowej lub opornej podaje się cyklosporynę lub inne leki immunosupresyjne II linii leczenia. Przewlekła choroba nawrotowa jest definiowana jako sytuacja nieuzyskania remisji pomimo zastosowania przynajmniej jednego leku immunosupresyjnego drugiej linii.
Metotreksat jest rozważany jako lek pierwszego rzutu. Lek podaje się doustnie, domięśniowo lub podskórnie w dawce 10–25 mg. Metotreksat może osiągnąć skuteczność po 6–8 tygodniach leczenia, a zatem nie umożliwia odpowiedniej kontroli szybko postępującej choroby. W badaniach klinicznych leku nie porównywano do placebo. Metotreksat i azatiopryna wykazują podobną skuteczność, podobnie nie wykazano różnicy w skuteczności w porównaniu do cyklosporyny A. Mimo porównywalnej skuteczności z azatiopryną i cyklosporyną metotreksat wiąże się z mniejszą toksycznością i lepszą tolerancją.
Azatioprynę stosuje się w dawce 1,5–2 mg/kg, lek osiąga skuteczność po ponad 3 miesiącach. Po uzyskaniu efektu terapeutycznego dawkę systematycznie się zmniejsza do podtrzymującej 50 mg. Wykazano skuteczność azatiopryny w porównaniu do placebo, która w badaniu klinicznym lepiej poprawiała siłę mięśniową.
Cyklosporynę stosuje się w dawce 2,5–5 mg/kg. Lek wykazuje podobną skuteczność jak metotreksat, jednak nie jest dobrze tolerowany. Lek w połączeniu z dożylnymi immunoglobulinami może być wykorzystywany w leczeniu choroby przewlekłej nawrotowej.
Mykofenolan mofetylu jest stosowany w przypadku nieskuteczności lub nietolerancji metotreksatu lub cyklosporyny.
W leczeniu opornych zmian skórnych wykorzystuje się immunomodulujące działanie leków przeciwmalarycznych. W niewielkich badaniach leki przeciwmalaryczne wykazały skuteczność. W leczeniu wykorzystuje się hydroksychlorochinę w dawce 200 mg co 12 godzin lub chlorochinę w dawce 250 mg co 12 godzin. Leki przeciwmalaryczne nie wpływają na kontrolę zmian w mięśniach.
Dożylną podaż immunoglobulin stosuje się u chorych, u których leczenie lekami immunosupresyjnymi nie przyniosło oczekiwanego efektu. Immunoglobuliny mogą być przydatne w leczeniu kobiet w ciąży, a także u chorych z szybko postępującą chorobą. Korzyści osiągane tej metody leczenia potwierdzają badania randomizowane z placebo. W leczeniu zapalenia skórno-mięśniowego podaje się 5 kolejnych kursów w dawce 0,4 mg/kg.
Istnieją przesłanki sugerujące skuteczność rytuksymabu w terapii opornego na leczenie zapalenia skórno-mięśniowego. W badaniu klinicznym oceniającym rytuksymab nie uzyskano istotnej statystycznie poprawy, co jednak mogło być spowodowane wadami samego badania.
Leczenie miejscowe i wspomagające

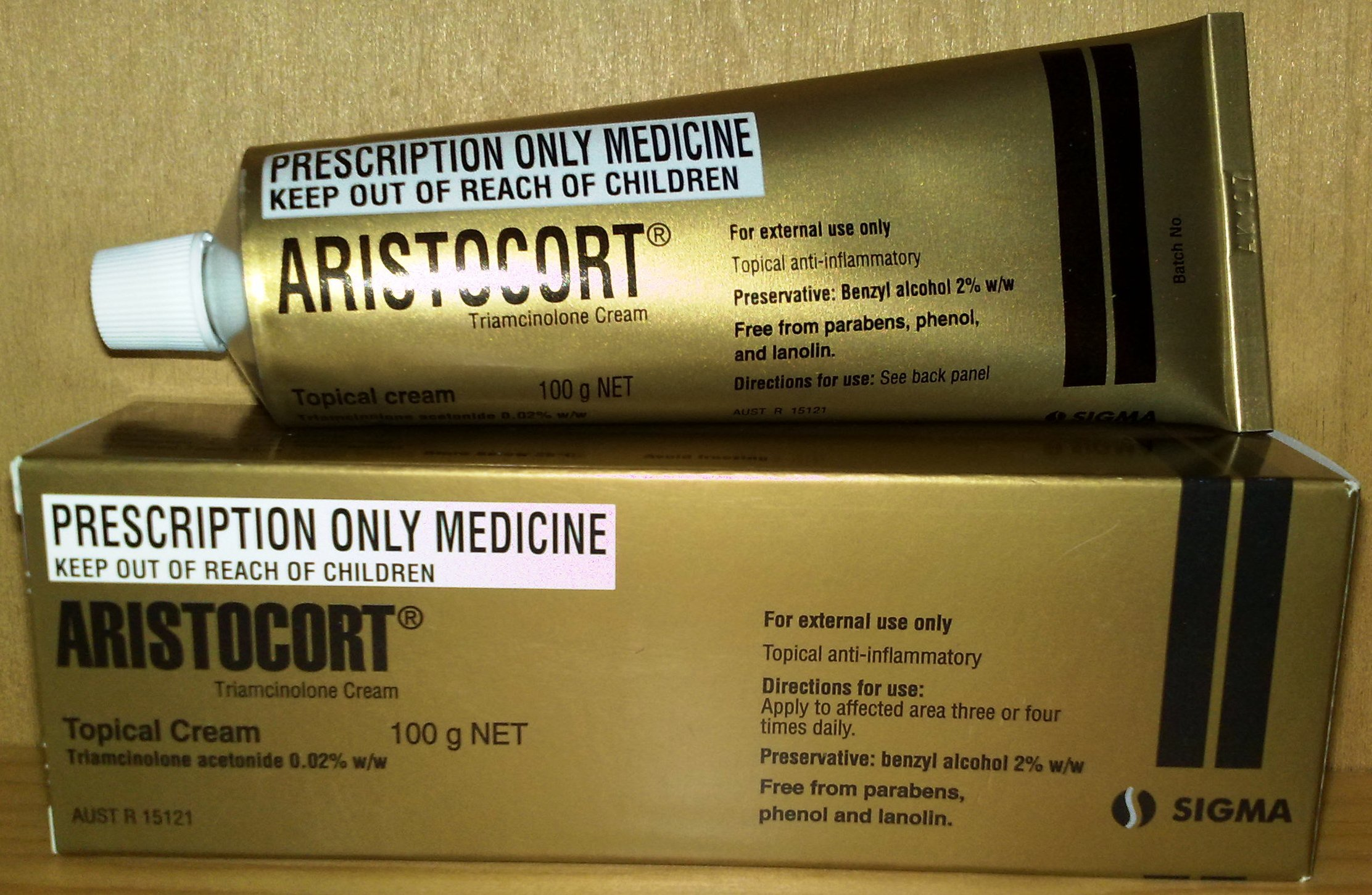
Acetonid triamcinolonu. W celu łagodzenia objawów skórnych stosuje się zewnętrzne glikokortykosteroidy.

U około połowy chorych zmiany skórne pojawiają się lub ulegają zaostrzeniu pod wpływem promieniowania ultrafioletowego. Zaleca się unikanie nadmiernej ekspozycji na naturalne i sztuczne źródła promieniowania ultrafioletowego oraz stosowanie filtrów przeciwsłonecznych oraz odpowiedniego ubioru chroniącego przed słońcem. Ze względu na konieczność unikania promieniowania słonecznego oraz działanie niepożądane leków stosowanych w leczeniu zapalenia skórno-mięśniowego przydatna może być suplementacja witaminy D.
W leczeniu objawów skórnych pomocne jest miejscowe stosowanie glikokortykosteroidów, zwykle wykorzystuje się miejscowe glikortykosteroidy III i IV klasy. W obrębie owłosionej skóry głowy stosuje się szampony zawierające glikokortykosteroidy, a następnie nakłada żel, sprej lub piankę również zawierający glikokortykosteroid. Dodatkowo oprócz miejscowej podaży glikokortykosteroidów w leczeniu zmian skórnych w obrębie twarzy bywają stosowane inhibitory kalcyneuryny takie jak takrolimus czy pimekrolimus.
W leczeniu świądu i pieczenia towarzyszącego zmianom skórnym stosuje się emolienty i środki nawilżające. W celu opanowania świądu podaje się doustnie leki przeciwhistaminowe – hydroksyzynę, cetyryzynę, loratadynę czy fenoksyfenadynę. Silne działanie przeciwświądowe ma również doksepina będąca trójpierścieniowym lekiem przeciwdepresyjnym. W leczeniu miejscowym świądu mogą być wykorzystane mentol, kamfora i miejscowe leki przeciwhistaminowe takie jak dimetynden.
Rehabilitacja
Kinezyterapia pełni istotną rolę w przywracaniu sprawności chorych. W okresie ostrym stosuje się ćwiczenia bierne, w okresie poprawy wykorzystuje się ćwiczenia izometryczne, następnie izotoniczne i aerobowe.

## Rokowanie
Rokowanie co do czasu przeżycia osób chorujących na zapalenie skórno-mięśniowe oceniane w kilku badaniach naukowych znacząco się różni. W badaniu Marie i współpracowników na 77 chorych dziesięcioletnie przeżycie osiągnęło 84% chorych. W amerykańskim badaniu Schiopu i współpracowników na 160 chorych przeżycie dziesięcioletnie osiągnęło 62% chorych, podobne wyniki osiągnięto w tajwańskim badaniu 192 chorych, gdzie 66% chorych przeżyło dziesięć lat. Rokowanie w zapaleniu skórno-mięśniowym zależy od wieku chorego, objawów narządowych oraz występowania nowotworu złośliwego wiążących się z gorszym rokowaniem. Głównymi przyczynami zgonów u chorych na zapalenie skórno-mięśniowe są: niewydolność serca, niewydolność oddechowa, powikłania infekcyjne oraz nowotwory złośliwe.

## Historia
W 1863 roku Ernst Leberecht Wagner opisał przypadki zapalnej choroby mięśni z obecnością zmian skórnych. Kolejne przypadki opisywali Pierre Potain w 1875 roku i Heinrich Unverricht w 1887 roku, który to nazwał chorobę dermatomyositis (zapalenie skórno-mięśniowe). W 1930 roku Heinrich Adolf Gottron podał dokładny opis objawów skórnych w zapaleniu skórno-mięśniowym. W 1977 roku ustalono stosowane do dziś kryteria rozpoznania tej choroby.

## Klasyfikacja ICD10
| kod ICD10     | nazwa choroby                           |
| ------------- | --------------------------------------- |
| ICD-10: M33   | Zapalenie skórno-mięśniowe              |
| ICD-10: M33.0 | Młodzieńcze zapalenie skórno-mięśniowe  |
| ICD-10: M33.1 | Inne zapalenia skórno-mięśniowe         |
| ICD-10: M33.9 | Nieokreślone zapalenia skórno-mięśniowe |